# Dawid Kaszlikowski
Dawid Kaszlikowski (ur. w 1973 w Warszawie) – polski wspinacz, alpinista, fotograf, operator i podróżnik.
Autor nowych dróg wspinaczkowych. Eksplorował na dużych górskich ścianach i podczas ekspedycji m.in. w Himalajach, na Grenlandii, Alasce, w Jordanii, Mali, Meksyku, Maroku (nowe drogi o wycenie do 7c+ na 700 metrowych ścianach Taghii w Atlasie Wysokim), Wietnamie, Tajlandii, Malezji. Wspinał się także na Madagaskarze, w Australii, Karakorum, czy Alpach. Pokonywał sportowe drogi do 8b (VI.6). Wiele wypraw zrealizował wspólnie z życiową partnerką, a następnie żoną, Elizą Kubarską.
W latach 1999–2004 dokonał serii spektakularnych wspinaczek na mosty i drapacze chmur, co przysporzyło mu medialnej popularności.

## Fotograf
Specjalizuje się w fotografii górskiej. Jest autorem zdjęć podwodnych oraz z powietrza – operator drona. Współpracownik polskiej edycji National Geographic i NG Traveler, jako autor fotoreportaży. Jako autor zdjęć współpracuje również z polskimi i zagranicznymi magazynami o tematyce górskiej: Taternik, Góry (autor wielu okładek tego magazynu), Alpinist, Vertical, Grimper, Desnivel, Escalar, UP, a także inną prasą: The Guardian, The Times of India, The Tribune, Playboy, Der Spiegel.

## Najważniejsze nagrody i wystawy fotograficzne
W 2003 zdobył nagrodę Kolosa – wraz z Marcinem Tomaszewskim i Krzysztofem Belczyńskim – za wytyczenie drogi na Alasce. Zespół został także nominowany do francuskiej nagrody Złotego Czekana. Za zdobycie dziewiczego szczytu w Dolinie Miyar w Himalajach (2005), razem z Michałem Królem, otrzymał wyróżnienie Kolosów w kategorii Alpinizm. Był także nominowany do nagrody Travelery National Geographic w kategorii Wyprawa Roku. International Mountain Summit Photo Contest – Grand Prix 2014; Grand Press Photo 2011 – nagroda w kategorii za reportaż „Badjao – ostatni nomadzi morza”; Lens Culture Earth Award 2015 (USA) – 3 nagroda w kategorii; Memorial Maria Luisa 2014 (Włochy) – 1. miejsce w kategorii: „człowiek w górach”, oraz 3 wyróżnienia w różnych kategoriach, Oasis – International Competition of Nature Photography (Hiszpania) – wyróżnienie.
Wystawa fotograficzna Kaszlikowskiego „Pocztówki zza krawędzi” była pokazywana objazdowo w różnych miastach Polski, a jej wydanie skrócone, wraz z prelekcją autora i jego żony, także w Kanadzie, podczas Vancouver International Mountain Film Festival.

## Operator
Jako operator kamery pracował m.in. dla HBO, Discovery Channel, ESPN. Współpracował przy tworzeniu filmów w reżyserii Elizy Kubarskiej m.in.: „K2 Dotknąć nieba”, prod. Wajda Studio dla HBO (drugi operator, zdjęcia specjalne), „Badjao. Duchy z morza”, prod. Braidmade Films dla Arte/ZDF (fotografie) oraz „Co się wydarzyło na wyspie Pam” (2-ga kamera, bohater filmu). Ten ostatni to wielokrotnie nagradzana i prezentowana na międzynarodowych festiwalach opowieść o partnerstwie i miłości w górach, na kanwie pierwszej polskiej wyprawy alpinistycznej na jeden z najwyższych morskich klifów świata Maujit Qaqarsuassia, na Grenlandii.

## Najważniejsze wyprawy i eksploracje
- Zatoka Ha-Long, Wietnam, 2003. Pierwsza polska wyprawa wspinaczkowa i wytyczenie nowych dróg sportowych do 7c, w tym wielowyciągowej linii „Vapire State Building” (7b). Zespół Shamick Byszewski, Eliza Kubarska, Dawid Kaszlikowski, Przemysław Klimek[36][37].
- Góry Kichatna, Alaska, USA, 2003. Nowa droga big wall „Ostatni krzyk motyla” (1150m, VI big wall, VII,A4,C3) Zespół Krzysztof Belczyński, Marcin Tomaszewski, D. Kaszlikowski wytycza drogę na ponad kilometrowej ścianie Citadel, w rzadko odwiedzanym, odległym, masywie Kichatna. Zespół doleciał w rejon w małej awionetce. Podczas wejścia zespół pozostaje na ścianie przez 12 dni. Zespół zostaje nominowany do prestiżowej nagrody Złotego Czekana (Piolet D’Or)[38][39]. Wyprawa zostaje także wyróżniona Kolosem w kategorii alpinizm[40].
- Taghia, Atlas Wysoki, Maroko, 2004. Zespół Eliza Kubarska, Borysław Szybiński, Dawid Kaszlikowski wytycza i przechodzi klasycznie linię „Barracuda” (600m, 7c+). Jest to jedna z najtrudniejszych wielowyciągowych dróg  klasycznych wytyczonych na wyprawach przez Polaków. Trudności na kilku odcinkach sięgają stopnia IX/IX+ (skala UIAA)[41][42].
- Taghia, Atlas Wysoki, Maroko, 2005. Eliza Kubarska i Dawid Kaszlikowski wytyczają wielowyciągową linię Fantasia (740m, 7c) na drugiej najwyższej ścianie Afryki – Tagouimt N’Tsouiannt[43]. Wiele wyciągów na drodze przekracza 7a (VIII UIAA). Proces wytyczania drogi trwał 2 tygodnie. Na górnych odcinku podczas wytyczania do ekipy dołącza P. Klimek. Po wytyczeniu linii, zespół Kubarska-Kaszlikowski pokonuje drogę klasycznie (styl redpoint)[44][45][46].
- Dolina Miyar, Himalaje, Indie, 2005. Nowa droga (VIII-, M6, 750m) i zdobycie dziewiczego szczytu (ok. 5630 m n.p.m.) nazwanego przez zespół Lotos. Była to pierwsza polska wyprawa alpinistyczna w ten mało eksplorowany rejon. Zespół Michał Król i D. Kaszlikowski wchodzi 50 km w głąb doliny, gdzie na wys. 4000 m n.p.m. rozbija bazę, by stąd przez wiele dni, bez udziału tragarzy, transportować sprzęt w głąb bocznego lodowca Tawa na wysokość 5000 m n.p.m.[47]
- Ręka Fatimy, Rejon Hombori, Mali, 2006.  Zespół Eliza Kubarska i Dawid Kaszlikowski wytycza i przechodzi klasycznie nową drogę na turni Suri Tondo – Królestwo Sępa (450m, 7b). Zespół powtarza także drogi na innych turniach rejonu w tym na najwyższej ścianie Kaga Tondo (600 m). Następnie odwiedza rejon klifu Bandiagara, gdzie eksploruje usytuowane wysoko na ścianach grobowce Dogonów i Tellemów[48][49].
- Madagaskar, masyw Tsaranoro, Park Narodowy Andrigintra, 2006. Kaszlikowski w zespole z Francuzką Marie-Claire Hourcade przechodzi wielkościanowe drogi: Life In the Fairy Tale (7a 500m),  Le Crabe aux Pinces d’Or (7b+,320m), Out of Africa (7a, 6c oblig., 600m), Rain Boto (7b+, 420m). Następnie zespół odwiedza eksplorowany od niedawna archipelag wysp Nosy Hara, gdzie Kaszlikowski przechodzi  drogi do 8a.[50][51][52][53]
- Huasteca Canyons, Nuevo León, Meksyk, 2006/2007. Nowa droga Arte de Malaria (300m, 7b+) pierwsze przejście ściany w rejonie Guitarritas. Zespół Eliza Kubarska, Dawid Kaszlikowski wytycza drogę i przechodzi ją klasycznie[54].
- Basaseachic National Park, Chihuahua, Meksyk, 2007. Zespół Eliza Kubarska i Dawid Kaszlikowski  dokonuje klasycznego powtórzenia Subiendo il Arcoiris (300m, 8a) w bezpośrednim sąsiedztwie ponad dwustumetrowego wodospadu Basaseachic. Zespół wspina się też w okolicy Meksyku odwiedzając m.in. grotę Taxco[55][56].
- Grenlandia, fjord Torsukkattak, 2007. Nowa droga Golden Lunacy (V,6c+/7a, 1800m) na jednym z najwyższych morskich klifów świata – Maujit Qaqarsuassia (1560 m n.p.m.)[57]. Klif znajduje się w otwartym na Atlantyk fjordzie Torsukkattak, na samym południu Grenlandii. Podczas tej wyprawy Eliza Kubarska i Dawid Kaszlikowski – po dotarciu w rejon – poruszają się na kajakach morskich. W pierwszej fazie wyprawy ekipa rozbija bazę na bezludnej wyspie Pammialluk vis-à-vis ściany klifu. Pierwsze wejście na ścianę (po kilkudniowym transporcie sprzętu) zostaje przerwane po 3 dniach przez intensywne opady i sztorm, który trwa przez ponad tydzień. Ekipa wycofuje się z góry ogromnym żlebem poprzecinanym głębokimi lodowymi szczelinami. W relacji (Góry 161, 10.2007) Kaszlikowski wspomina: „...Pod kilkumetrową warstwą śniegu huczy rzeka. Po dwóch stronach pionowa ściana nie pozwala się wydostać na inny teren....jeżeli ktoś wpadnie pod lód, to prąd pociągnie też asekuranta.” Wspinaczka zostaje ukończona 14 sierpnia zdobyciem najwyższego „morskiego” wierzchołka góry. Po wspinaczce zespół  likwiduje bazę na wyspie i na kajakach wyrusza na rekonesans w poszukiwaniu ciekawych ścian do wspinaczki. Zespół odwiedza m.in. mało znaną wioskę Innuitów Appillattoq, gdzie przechodzi kilka nowych dróg skałkowych o trudnościach do 6c. Była to pierwsza polska wyprawa alpinistyczna w ten rejon Grenlandii. Powyższe informacje dot. tej wyprawy, wbrew medialnym doniesieniom z roku 2011 (patrz „Sprawa Golden Lunacy...”), zostały potwierdzone przez ekspertów Polskiego Związku Alpinizmu[58]
- Dolina Wadi Rum, Jordania, 2008. Wytyczenie dwóch nowych dróg. Kicia -The Wadi Cat (7b+, 130m) to jedna z nielicznych sportowych (ubezpieczonych stałą asekuracją) dróg wielowyciągowych w rejonie, a Abu Ali (6b, 130m) to wytyczona bez użycia spitów droga trad. Zespół Eliza Kubarska, D.Kaszlikowski  przechodzi obydwie drogi klasycznie. Podczas tego samego pobytu zespół przechodzi klasycznie wiele klasyków rejonu m.in. Guerre Sainte/Jihad (7b,450m), Inshallah Factor (450m, 6c+), Lionheart (350m, 6b), Merlin (6a+,150m)[59][60][61].
- Trango Nameless Tower, Karakorum, Pakistan, 2008. Zespół: Eliza Kubarska, Gaz Parry, Jerry Gore, Pierre Muller, Denis Roy. Próba wspinaczki klasycznej na drodze Eternal Flame[62].
- Grenlandia, Fjord Torssukattak, 2009. Dwie nowe drogi wielkościanowe i zdobycie dziewiczego szczytu. Zespół: Eliza Kubarska, Dawid Kaszlikowski. W dniach 5–8 sierpnia na szczycie Marlulissat, zespół przechodzi nową drogę „Two hobbits from the Moon” (VII-, 700m). Było to prawdopodobnie pierwsze zdobycie tej ściany. W dniach 17–19 sierpnia zespół Eliza Kubarska i Dawid Kaszlikowski wytycza nową drogę (VII-, 1200m) na dziewiczym szczycie w rejonie fjordu Torssukattak. Szczyt, został ochrzczony nazwą  Qaqqaq Ekkamanngilara (Zapomniany szczyt). Podczas tej samej wyprawy, we współpracy z operatorem filmowym Łukaszem Guttem, ekipa przygotowuje film dokumentalny  E.Kubarskiej „Co się wydarzyło na wyspie Pam”[63][64].
- Dragon Horns, wyspa Tioman, Malezja, 2010. E.Kubarska i D.Kaszlikowski wytyczają Sam Sam (300m, 6c+).  To jedna z pierwszych dróg w tym, wtedy mało znanym, granitowym masywie. Ściany Dragon Horns sięgają 300 metrów wysokości (szczyt 760 m n.p.m.) i są jednymi z największych granitowych ścian w Azji Płd-Wsch.[65]
- Dragon Horns, Malezja, 2011-19, nowe drogi: 2011- Polish Princess (7b, 270m), zespół Eliza Kubarska, Dawid Kaszlikowski[66][67]. 2013 – Damai Sentosa (6c+, 270m), zespół Arnaud Petit, Stephanie Bodet, Liu Yong, D.Kaszlikowski. Kaszlikowski dokonuje jej pierwszego klasycznego przejścia w zespole z M.Khairudin Haja (RP indywid.)[68][69] 2016 – Fever Dreams (250m, 7c), zespół Jonas Wallin (Szwecja) i D.Kaszlikowski odnajdują nowy szlak (dżungla) pod niezdobyty wcześniej klif Mumbar. Zespół wytycza drogę i przechodzi (RP) przewieszony filar[70][71]. 2018 - Baby Kai (7a), zespół Eliza Kubarska i Dawid Kaszlikowski[72]. 2019 – Wyprawa na „ostatni niezdobyty” szczyt Dragon Horns, nowa droga Blood,Sweat and Fears (7b+,130m, 7 wyciągów), zespół Jonas Wallin i Dawid Kaszlikowski zdobywa dziewiczy szczyt w masywie Mumbar. Otwiera to drogę do ukrytej ściany (Mystery Wall). Zespół przechodzi drogę klasycznie[73][74].
- Wadi Rum, Jordania, 2018/2019 Kaszlikowski wytycza nowe drogi sportowe i trad.[75]

## Wspinaczki miejskie
- wrzesień 1999 – Hotel Marriott, Warszawa, 140 m, bez asekuracji. Kaszlikowski był pierwszym Polakiem, i jednym z kilku ludzi na świecie, którzy wspięli się na drapacz chmur[76]. Rok wcześniej na ten sam budynek wspiął się Francuz Alain Robert.
- październik 2002 – Most Świętokrzyski, Warszawa, 200 m, wspinaczka z częściową asekuracją[77].
- październik 2004 – wieżowiec TV Polsat, Warszawa, 80m. Wejście bez asekuracji[78][79]
- październik 2004 – Fimm Tower (znany też jako Orco Tower), 115 m, Warszawa. Wspinaczka bez asekuracji przerwana przez ochronę budynku[80]

## Sprawa Golden Lunacy i kontrowersje wokół niej
W roku 2011 na rynku wydawniczym ukazała się książka Joanny Onoszko-Krośkiewicz uznana przez wielu czytelników i dziennikarzy za opis wyprawy Kaszlikowskiego na Grenlandię w roku 2009. W książce tej autorka, bliska znajoma wspinacza, która została wyproszona wraz z mężem Zbigniewem Krośkiewiczem z wyprawy, opisuje w niej m.in. „toksyczny związek” dwójki alpinistów nazywając ich „katem i ofiarą”. Wspomina także inne wyprawy Kaszlikowskiego, dokładnie opisuje zdjęcia jego autorstwa publikowane w magazynach oraz sugeruje manipulacje i oszustwa wspinaczkowe. W kilku ustępach książki Onoszko-Krośkiewicz odnosi się do wyprawy Kaszlikowskiego i Elizy Kubarskiej na Grenlandię z roku 2007, na której nie była. W sierpniu 2011 Kaszlikowski i Kubarska składają pozew o ochronę dóbr osobistych do Sądu Okręgowego. Już kilka dni po wydaniu książki – w trybie zabezpieczenia powództwa – Sąd Okręgowy w Warszawie zakazuje jej sprzedaży, a następnie jej dystrybucji i reklamy. Orzeczenie o zabezpieczeniu potwierdzone zostało przez Sąd Apelacyjny. Spór sądowy nie został dotychczas rozstrzygnięty.
Wydanie książki i proces wywołują falę krytycznych, niekiedy obraźliwych komentarzy w internecie dotyczących Kaszlikowskiego i Kubarskiej oraz serię środowiskowych wydarzeńwokół obojga alpinistów. W 2007 otrzymał wraz z Elizą Kubarską „Jedynkę” (nagrodę polskiego środowiska wspinaczkowego) za całokształt eksploracji tamtego roku: wytyczenie nowej drogi Golden Lunacy na Grenlandii, wytyczenie nowej klasycznej drogi Arte de Malaria oraz trudne powtórzenie Subiendo Il Arcoiris, w Meksyku. Po wydaniu książki rzetelność relacji w odniesieniu do wyprawy grenlandzkiej zostaje zakwestionowana przez przedstawicieli środowiska wspinaczkowego. Następnie, we wrześniu 2011, niemal jednocześnie, nagroda zostaje zwrócona przez zespół – jak napisał – „górom” (alpiniści odżegnują się od „szantażu” i „nieuczciwych” twierdzeń Kapituły), i zaraz potem (w odstępie 1-2 h) zostaje odebrana przez Kapitułę. Długie uzasadnienie Kapituły zostaje opisane przez Kaszlikowskiego i Kubarską jako manipulacje, rozpowszechnianie fałszywych informacji oraz fałszerstwa topograficzne.
W 2012 roku Polski Związek Alpinizmu zleca zespołowi wspinaczy sprawdzenie faktów dotyczących drogi Golden Lunacy, w tym analizę materiału dowodowego (zdjęcia, opisy, relacje), a także wizję lokalną i wspinaczkę drogą Golden Lunacy celem sprawdzenia na miejscu w terenie prawdziwości relacji zespołu. W wyniku tej analizy powstał raport PZA autorstwa Miłosza Jodłowskiego i Janusza Majera, we współpracy ze znanym ekspertem topograficznym Grzegorzem Głazkiem. Raport określił drogę Golden Lunacy jako „poważną drogę wspinaczkową o średnich trudnościach w wielkiej i trudnej ścianie”, a przy tym stwierdził, że Dawid Kaszlikowski i Eliza Kubarska dokonali rażącego zawyżenia jej trudności. Oddalił podejrzenia o nieukończenie drogi, ale znacząco obniżył jej klasę. Autorzy drogi nie zgodzili się z twierdzeniem o „rażącym zawyżeniu” trudności publikując obszerny artykuł na temat wycen (oceny trudności technicznych) dróg wspinaczkowych.
Jednocześnie raport PZA (sierpień 2012) i jego uzupełnienie (listopad 2012) podważyły wiele twierdzeń Kapituły Jedynki, podawanych wcześniej jako powód odebrania nagrody. Wykazano m.in., że: żleb, którym wycofywali się alpiniści jest, tak jak opisywali, niebezpieczny („szczeliny poprzeczne i podłużne do kilkunastu metrów głębokości niemożliwe do przeskoczenia”- członkowie wyprawy weryf. PZA, zał.16 do raportu PZA), okazało się, że nigdy nie opisywali jego trudności technicznych, co publikowała Kapituła. Raport potwierdził, że wyspa na której mieszkali wspinacze jest bezludna, że rejon jest dziki, że droga istnieje w linii wskazanej przez autorów i jest logiczną linią, że trudności drogi na odcinku kwestionowanym m.in. przez męża autorki książki, Zbigniewa Krośkiewicza, są, wbrew temu co sugerował, poważne (VI.2,VII+ UIAA). Filmy opublikowane przez Polski Związek Alpinizmu wskazały też linie przepłynięć kajakowych obalające twierdzenia kapituły, jakoby kajaki morskie były używane przez Kubarską i Kaszlikowskiego tylko do dwukilometrowego podpłynięcia pod ścianę. Okazało się, że na kajakach morskich przepłynęli blisko 100 km. Nie znaleziono też wspominanych przez książkę Joanny Onoszko-Krośkiewicz i Kapitułę Jedynki retuszowanych przez Kaszlikowskiego zdjęć. Jednym z najbardziej rażących przekłamań Kapituły okazała się manipulacja fotograficzna: w Komunikacie o odebraniu nagrody na jednym ze zdjęć członkowie jury wrysowali poprzeczne półki skalne, z których część (wg raportu wyprawy weryf. PZA) w ogóle nie istnieje (spreparowane zdjęcie miało sugerować, jakoby zespół mógł swobodnie wycofywać się ze ściany, co okazało się fałszem).
Wiele z obalonych przez raport PZA oskarżeń pojawiło się w książce oryginalnie w zablokowanej przez Sąd (publikacja: sierpień 2011) oraz w medialnych wypowiedziach Onoszko-Krośkiewicz i jej męża, a dopiero potem w pismach Kapituły (wrzesień 2011). Dodatkowo wiele środowiskowych zarzutów wobec wspinaczy zostało obalonych przez uzupełnienie raportu PZA, które zawiera autoryzowany przez PZA schemat drogi Golden Lunacy. Wynika z niego, że długości odcinków drogi są zbliżone do podawanych oryginalnie przez autorów, oraz że rozbieżność wycen trudności pojawia się zaledwie na kilku odcinkach drogi i poza jednym odcinkiem są to różnice często symboliczne.
Po latach od afery, polska droga Golden Lunacy spotkała się z pozytywnym wydźwiękiem blogerskim za wkład w eksplorację fiordu Torssukattak.